# Andy Sutcliffe
Andy Sutcliffe (Mildenhall, Suffolk, 9 mei 1947 – Pluckley, 13 juli 2015) was een voormalig Brits autocoureur. Hij wilde deelnemen aan zijn thuisrace in 1977 voor het team RAM Racing, maar wist zich niet te kwalificeren en scoorde zo ook geen punten voor het wereldkampioenschap Formule 1.